# Episodi di The Americans
La prima e unica stagione della serie televisiva The Americans è andata in onda negli Stati Uniti dal 23 gennaio 1961 al 15 maggio 1961 sulla NBC.
| nº | Titolo originale           | Prima TV USA     |
| -- | -------------------------- | ---------------- |
| 1  | Harper's Ferry             | 23 gennaio 1961  |
| 2  | Rebellion at Blazing Rock  | 30 gennaio 1961  |
| 3  | The Regular                | 6 febbraio 1961  |
| 4  | The Rebellious Rose        | 13 febbraio 1961 |
| 5  | On to Richmond             | 20 febbraio 1961 |
| 6  | Half Moon Road             | 27 febbraio 1961 |
| 7  | Reconnaissance             | 6 marzo 1961     |
| 8  | The Escape                 | 13 marzo 1961    |
| 9  | The Guerrillas             | 20 marzo 1961    |
| 10 | The Invaders               | 27 marzo 1961    |
| 11 | The Gun                    | 3 aprile 1961    |
| 12 | The Sentry                 | 10 aprile 1961   |
| 13 | The Bounty Jumpers         | 17 aprile 1961   |
| 14 | Long Way Back              | 24 aprile 1961   |
| 15 | The War Between the States | 1º maggio 1961   |
| 16 | The Coward                 | 8 maggio 1961    |
| 17 | The Inquisitors            | 15 maggio 1961   |

## Harper's Ferry
- Prima televisiva: 23 gennaio 1961

### Trama
- Guest star: Ron Randell (Lt. Turner), Ray Teal, Gigi Perreau, Michael Carr, William D. Gordon, Virginia Gregg, Hal Hopper, Kenneth Tobey (tenente Jones)

## Rebellion at Blazing Rock
- Prima televisiva: 30 gennaio 1961

### Trama
- Guest star: Karen Sharpe (Louanne Higgins), Michael Rennie (capitano James Duquesne), Ray Daley (Bugler), John Howard (capitano Chilcoath), Adam Williams (Wilcott)

## The Regular
- Prima televisiva: 6 febbraio 1961

### Trama
- Guest star: Wynn Pearce (Bailey), William Murray (Craigie), Kathleen Crowley (Lucy Vickery), John Doucette (sergente Cardiff), Ken Drake (Bravo), William D. Gordon (tenente Barnes), Sandy Kenyon (Ritter), Maurice Manson (sindaco Cahill), Kent Smith (capitano Vickery)

## The Rebellious Rose
- Prima televisiva: 13 febbraio 1961

### Trama
- Guest star: Charles Aidman (capitano Wheeler), Nina Foch (Rose Greenbow), Martin Gabel (Tim Mayhew)

## On to Richmond
- Prima televisiva: 20 febbraio 1961

### Trama
- Guest star: Diana Millay (Emma Templeton), Sandy Kenyon (Ritter), John Doucette (capitano Cardiff), Wynn Pearce (Bailey)

## Half Moon Road
- Prima televisiva: 27 febbraio 1961

### Trama
- Guest star: Jack Lord (Charlie Goodwin), Enid Jaynes (Melissa), James Barton (Old Goodwin), George Mitchell (predicatore)

## Reconnaissance
- Prima televisiva: 6 marzo 1961

### Trama
- Guest star: Jan Stine (Hollis), Don Megowan (tenente Fairfax), Diane Jergens (Sally), Lee Marvin (capitano Judd), Brad Weston (caporale Blackburn)

## The Escape
- Prima televisiva: 13 marzo 1961

### Trama
- Guest star: Dayton Lummis (maggiore Turner), Dan O'Herlihy (ragazza di Col. Fry), Slim Pickens (Johnson)

## The Guerrillas
- Prima televisiva: 20 marzo 1961

### Trama
- Guest star: Terry Ann Ross (Gilroy), Patrick Waltz (Confederate Lieutenant), Robert Culp (Finletter), Berry Kroeger (Keezer), Sonya Wilde (Caroline), Strother Martin (Wadd), Norman Alden (Paine), Cyril Delevanti (Dan Canfield), Gertrude Flynn (Mrs. Baker), Paulene Myers (zia Ree), Peggy Stewart (Mrs. Gilroy), James Seay (Mr. Gilroy), George Kennedy (Hoon), Ken Mayer (Confederate Captain), Paul Lambert (Huson)

## The Invaders
- Prima televisiva: 27 marzo 1961

### Trama
- Guest star: James Franciscus (tenente Hannon), Myrna Fahey (Ruth), Steve Brodie (sergente Rafer), Frank Gerstle (capitano Bice)

## The Gun
- Prima televisiva: 3 aprile 1961

### Trama
- Guest star: Robert Karnes (generale), Stephen Joyce (Randy), Lonny Chapman (Chester Longbaugh), Jack Elam (Loper Johnson), Susan Oliver (Rachel)

## The Sentry
- Prima televisiva: 10 aprile 1961

### Trama
- Guest star: Brian Keith (Owen), Robert Hastings (tenente), Ben Cooper (Ward Roberts), Judson Pratt (sergente Willers)

## The Bounty Jumpers
- Prima televisiva: 17 aprile 1961

### Trama
- Guest star: Murvyn Vye (Police Lieutenant), Gene Lyons (colonnello Elgin), Craig Duncan (sergente Gerber), Larry Gates (maggiore Eustice Cary), Anne Helm (Dulcie Morrow), Ray Walston (Whit Bristow)

## Long Way Back
- Prima televisiva: 24 aprile 1961

### Trama
- Guest star: Ron Nicholas (Scout), Charles Bickford (Peterson), Robert Anderson (Parsons), Patricia Barry (Jessica), Walter Sande (Jayhawker)

## The War Between the States
- Prima televisiva: 1º maggio 1961

### Trama
- Guest star: Lurene Tuttle (Mrs. Allen), Slim Pickens (Johnson), Lloyd Bochner (tenente Brady), Lisabeth Hush (Rebel girl), John McGiver (colonnello Allen), Dick York (Bolick)

## The Coward
- Prima televisiva: 8 maggio 1961

### Trama
- Guest star: Carroll O'Connor (capitano Garbor), L.Q. Jones (Yonts), Jackie Coogan (Rowe), Robert Redford (George Harrod)

## The Inquisitors
- Prima televisiva: 15 maggio 1961

### Trama
- Guest star: Robert Gist (generale Charles P. Stone), Marsha Hunt (Jeanie Stone), Robert Middleton (Sen. Benjamin Wade)